# Robert Grant Aitken
Robert Grant Aitken (Jackson, Californië, 31 december 1864 - Berkeley, Californië, 5 oktober 1951) was een Amerikaans astronoom.
Hij was werkzaam in het Lick observatorium in Californië waar hij onderzoek deed op dubbelsterren. Het noteren van hun positie, baanberekening en andere gegevens resulteerde in een groot naslagwerk dat in 1932 werd gepubliceerd onder de naam New General Catalogue of Double Stars Within 120° of the North Pole (Nieuwe algemene catalogus van dubbelsterren binnen de 120 graden van de Noordpool). Daarnaast berekende hij ook banen van kometen.
Aitken ontdekte de planetaire nevel IC 3568 in het sterrenbeeld Giraffe. Dankzij de eigenaardige vorm ervan, lijkend op een citroenschijfje, kreeg dit object de bijnaam Lemon Slice Nebula.
In 1898 en 1915 werd hij verkozen tot voorzitter van de Astronomical Society of the Pacific.
Hij was gedeeltelijk doof en droeg een hoorapparaat. In 1888 trouwde hij met Jessie Thomas en kreeg 3 zonen en een dochter. Zijn kleinzoon Robert Baker Aitken is een bekende Zen-Boeddhist mentor en schrijver.

## Eerbetoon
- De Lalande Prijs in 1906 (samen met William Hussey)
- De Bruce Medal in 1926
- De Gouden medaille van de Royal Astronomical Society in 1932
- De planetoïde 3070 Aitken werd naar hem genoemd
- De krater Aitken op de maan werd eveneens naar hem genoemd.